# 安德魯·巴隆
安德魯·巴隆（英語：Andrew Barron；1980年12月24日—）是一位已經退役的新西蘭足球運動員，在場上司職中後衛。巴隆曾經代表惠靈頓足球隊參加新西蘭足球錦標賽的賽事。巴隆也是新西蘭國家足球隊的一員，曾代表新西蘭參加2010年南非世界杯。2010年世界杯之後，巴隆宣布退役。